# Neue Hessische Zeitung
Die Neue Hessische Zeitung war eine liberale Zeitung, die kurz nach Beginn der Deutschen Revolution 1848/1849 und der Beseitigung der Pressezensur im März 1848 von dem Publizisten und Politiker Friedrich Oetker in Kassel gegründet wurde. Nach der Eingliederung des „Neuen Verfassungsfreunds“ aus Marburg wurde die Neue Hessische Zeitung bald zu einem führenden Organ der kurhessischen Liberalen. Die Zeitung wurde zum Sprachrohr der Politiker Bernhard Eberhard und Karl Wilhelm Wippermann, die Teil der Märzregierung in Kurhessen waren. Als Parteinahme brachte dies Oetker heftige Konflikte mit den Demokraten ein.
Im Juni 1850 musste sich Oetker wegen eines Artikel in seiner Zeitung, der am 27. Mai 1850 unter dem Titel „Unsere Lage“ erschienen war, vor dem Schwurgericht und vor dem Obergericht zu Kassel verantworten. Oetker hatte in dem Artikel die Regierung unter Ludwig Hassenpflug kritisiert, und schließlich der Regierung Defizite in Geldsachen, Zuverlässigkeit, Redlichkeit und Ehrgefühl vorgeworfen, was Hassenpflug als Beleidigung auffasste. Den anschließenden Rechtsstreit mit Hassenpflug, in dem Oetker nach langen Verhandlungen schließlich freigesprochen wurde, beutete Oetker anschließend publizistisch aus.
Nachdem die Regierung am 8. September 1850 den Kriegszustand über das Land verhängt und die Pressefreiheit aufgehoben hatte, wurde die Druckerei der Brüder Adolph und Carl Gotthelft, in der die Neue Hessische Zeitung gedruckt wurde, vom Militär besetzt und Oetker später im Oktober verhaftet. Kurze Zeit später konnte Oetkers Bruder, Carl Oetker, seine Befreiung aus dem Gefängnis durchsetzen. Oetker verließ daraufhin Kurhessen, was das Ende der Neuen Hessischen Zeitung bedeutete.